# Hearts of Stone
〈Hearts of Stone〉은 에디 레디와 루디 잭슨 공동 작곡의 미국 R&B곡으로, 샌버너디노 리듬 앤 블루스 보컬 그룹 더 주얼스(워싱턴 D.C. 여성 보컬 그룹 주얼스와는 무관)의 첫 취입곡으로서 1954년 R&B 레이블에서 발매됐다. 주얼스는 복음성가 그룹으로 시작, 이내 더 마블스로 개칭해 로스앤젤레스 외곽의 러키 레이블에서 녹음을 행한 그룹이었다. 더 마블스 및 더 주얼스의 리더 조니 토렌스에 따르면, 이 노래는 복음성가를 부르던 시절 녹음한 곡에서 영감받은 곡이다. 〈Hearts of Stone〉은 동해안 R&B 보컬 그룹 더 참스 반에 의해 차트에 편입되었다. 이는 여러 작곡가 및 DJ들이 더 참스 반이 원반이라고 착각해 더 주얼스의 관련이 무시되는 결과를 불러왔다. 더 참스 반은 R&B 베스트셀러 1위, 팝 차트 15위를 달성했다.